# Formica knighti
Formica knighti är en myrart som beskrevs av William F. Buren 1944. Formica knighti ingår i släktet Formica och familjen myror. Inga underarter finns listade i Catalogue of Life.

## Bildgalleri

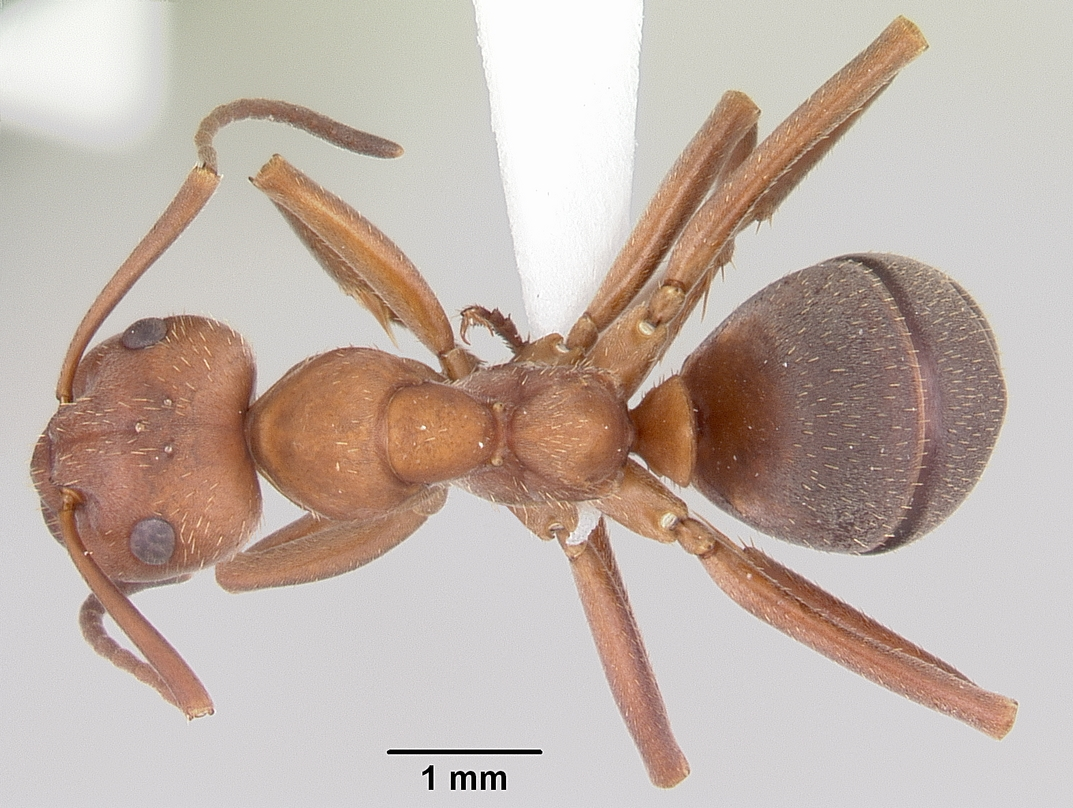
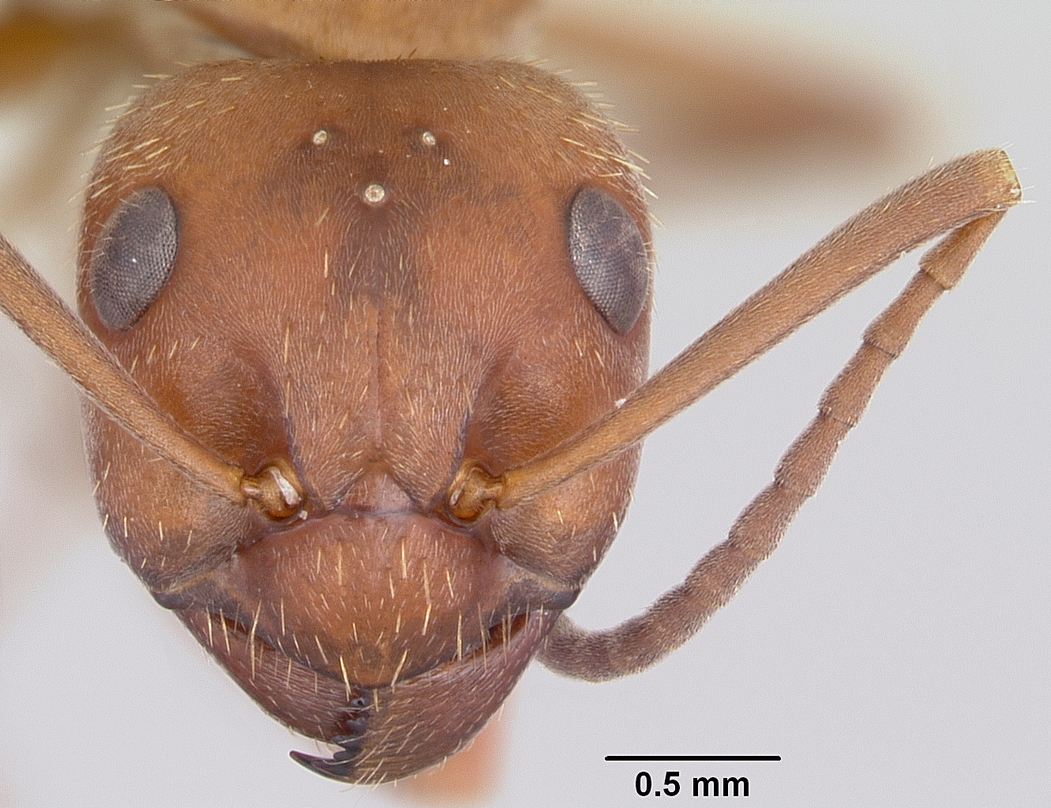
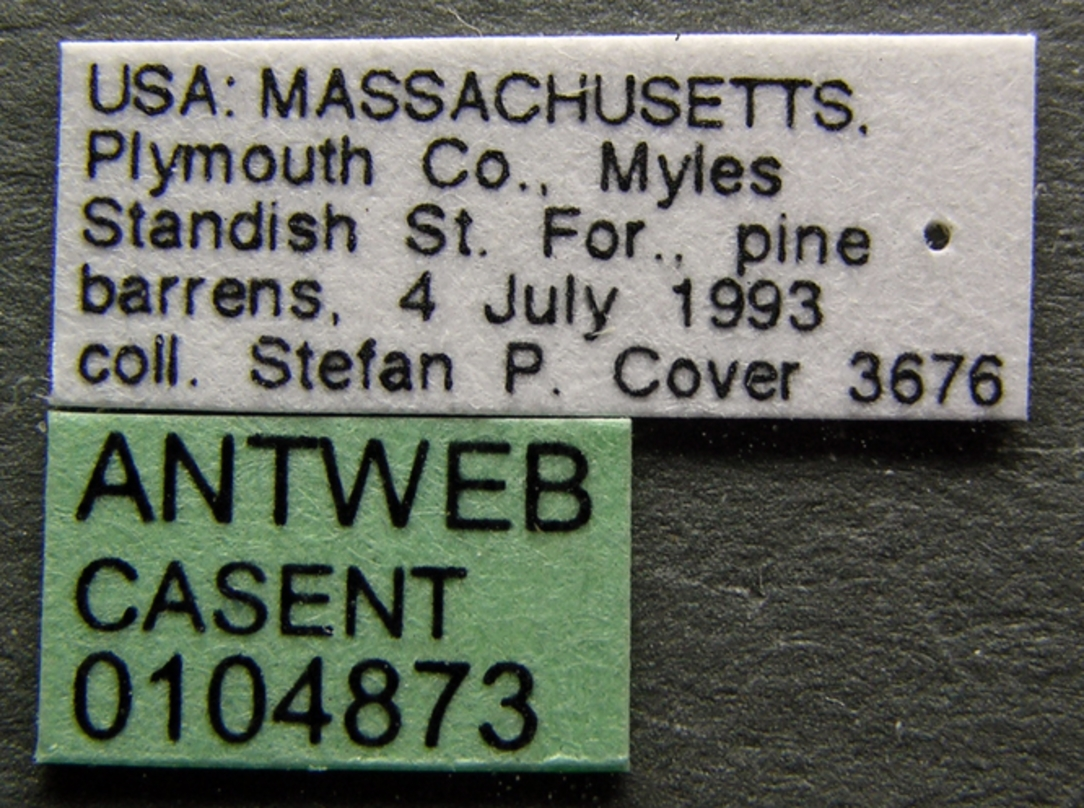
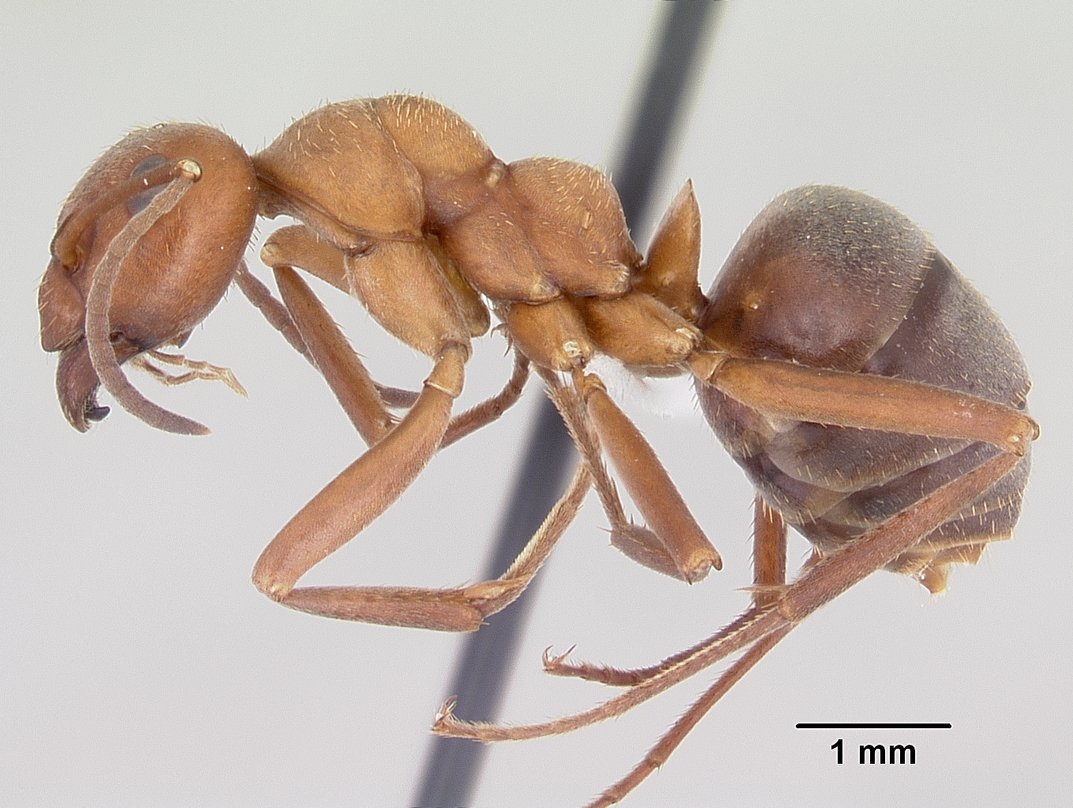